# Hamid Bey
 (juin 2020).
Si vous disposez d'ouvrages ou d'articles de référence ou si vous connaissez des sites web de qualité traitant du thème abordé ici, merci de compléter l'article en donnant les références utiles à sa vérifiabilité et en les liant à la section « Notes et références ».
Hamid Bey ou Hamid Gazi (en arabe : حميد باي بن عُثمَان), né vers 1288 et mort vers 1329. Il est le fils d'Osman Ier, le fondateur de l'Empire ottoman et Rabia Bala Mal Hatun, la fille du célèbre Cheikh Edebali.

## Biographie
Hamid Bey fils d'Osman Ier, le fondateur de la dynastie ottomane chef de la tribu Kayı qui prend le pouvoir après la mort de son père Ertuğrul en 1281.